# Radicaal 3
Van de in totaal 214 Kangxi-radicalen heeft radicaal 3 de betekenis punt. Het is een van de zes radicalen die bestaan uit één streep.
In het Kangxi-woordenboek zijn er tien karakters die dit radicaal gebruiken.
Radicaal 3, ook wel bekend als 豎 Shù (Nederlands: punt), is een van de acht principes van het karakter 永 (永字八法 Yǒngzì Bāfǎ) die de basis vormen van de Chinese kalligrafie.

## Karakters met het radicaal 3
| Strepen | Karakter |
| ------- | -------- |
| + 0     | 丶       |
| + 1     | 丷       |
| + 2     | 丸       |
| + 3     | 丹 为    |
| + 4     | 主 丼    |
| + 7     | 丽       |
| + 8     | 举       |

Klein zegelkarakter